# Оркангер
Оркангер (норв. Orkanger) је насељено место у Норвешкој у округу Sør-Trøndelag. Има статус града од 2014.